# Campionati mondiali di short track 2011
I Campionati mondiali di short track 2011 sono stati la 36ª edizione della competizione organizzata dalla International Skating Union. Si sono svolti dall'11 al 13 marzo 2011 alla Sheffield Arena di Sheffield, nel Regno Unito.

## Partecipanti per nazione
La lista dei partecipanti era composta da 145 atleti da 32 distinte nazioni, di cui 68 uomini e 77 donne.
| Nazione (Donne/Uomini)                                                                                           | Nazione (Donne/Uomini)                                                                                   | Nazione (Donne/Uomini)                                                                                          | Nazione (Donne/Uomini)                                                                                     | Nazione (Donne/Uomini)                                           | Nazione (Donne/Uomini) |
| --- | --- | --- | --- | ---------------------------------------------------------------- | ---------------------- |
| Argentina (0/1) Australia (1/1) Bosnia ed Erzegovina (0/1) Bulgaria (2/2) Cina (5/5) Taiwan (1/1) Germania (3/5) | Francia (0/5) Gran Bretagna (2/5) Hong Kong (1/1) Israele (0/1) Italia (5/3) Giappone (5/3) Canada (5/5) | Kazakistan (0/1) Croazia (2/2) Lettonia (0/1) Nuova Zelanda (0/1) Paesi Bassi (4/5) Austria (1/0) Polonia (4/4) | Romania (2/1) Russia (5/2) Slovacchia (1/2) Spagna (2/2) Corea del Sud (5/5) Rep. Ceca (1/0) Turchia (0/1) | Ucraina (2/2) Ungheria (2/2) Stati Uniti (5/5) Bielorussia (2/2) |                        |

## Podi
*

### Donne
| Evento                    | Oro                                                      | Tempo    | Argento                                                                         | Tempo    | Bronzo                                                                    | Tempo    |
| Classifica Generale*      | Cho Ha-ri Corea del Sud                                  | 81 punti | Katherine Reutter Stati Uniti                                                   | 68 punti | Arianna Fontana Italia                                                    | 57 punti |
| 500 m dettagli            | Fan Kexin Cina                                           | 44.620   | Arianna Fontana Italia                                                          | 44.687   | Liu Qiuhong Cina                                                          | 44.784   |
| 1000 m dettagli           | Cho Ha-ri Corea del Sud                                  | 1:38.895 | Arianna Fontana Italia                                                          | 1:40.306 | Katherine Reutter Stati Uniti                                             | 2:23.268 |
| 1500 m dettagli           | Katherine Reutter Stati Uniti                            | 2:33.978 | Park Seung-hi Corea del Sud                                                     | 2:34.218 | Cho Ha-ri Corea del Sud                                                   | 2:34.336 |
| 3000 m dettagli           | Cho Ha-ri Corea del Sud                                  | 5:13.353 | Katherine Reutter Stati Uniti                                                   | 5:13.677 | Liu Qiuhong Cina                                                          | 5:17.206 |
| Staffetta 3000 m dettagli | Cina Li Jianrou Liu Qiuhong Zhang Hui Fan Kexin Xiao Han | 4:16.295 | Paesi Bassi Jorien ter Mors Annita van Doorn Yara van Kerkhof Sanne van Kerkhof | 4:17.725 | Canada Marie-Ève Drolet Marianne St-Gelais Valérie Maltais Jessica Hewitt | 4:18.043 |

### Uomini
| Evento                | Oro                                                                 | Tempo     | Argento                                                                            | Tempo    | Bronzo                                                                   | Tempo    |
| Classifica Generale*  | Noh Jin-kyu Corea del Sud                                           | 102 punti | Charles Hamelin Canada                                                             | 50 punti | Liang Wenhao Cina                                                        | 47 punti |
| 500 m dettagli        | Simon Cho Stati Uniti                                               | 42.307    | Olivier Jean Canada                                                                | 42.429   | Liang Wenhao Cina                                                        | 42.493   |
| 1000 m dettagli       | Noh Jin-kyu Corea del Sud                                           | 1:28.552  | Charles Hamelin Canada                                                             | 1:28.663 | Liang Wenhao Cina                                                        | 1:29.203 |
| 1500 m dettagli       | Noh Jin-kyu Corea del Sud                                           | 2:18.291  | Charles Hamelin Canada                                                             | 2:18.676 | Jeff Simon Stati Uniti                                                   | 2:18.725 |
| 3000 m dettagli       | Noh Jin-kyu Corea del Sud                                           | 4:51.638  | Liang Wenhao Cina                                                                  | 4:51.877 | Jeff Simon Stati Uniti                                                   | 4:52.181 |
| 5000 m relay dettagli | Canada Michael Gilday Charles Hamelin François Hamelin Olivier Jean | 6:52.731  | Germania Robert Becker Torsten Kröger Robert Seifert Christoph Millz Paul Herrmann | 6:54.693 | Stati Uniti Simon Cho Travis Jayner Kyle Carr Anthony Lobello Jeff Simon | 7:01.659 |

## Medagliere
| Pos.   | Paese         | Oro | Argento | Bronzo | Totale |
| ------ | ------------- | --- | ------- | ------ | ------ |
| 1      | Corea del Sud | 7   | 1       | 1      | 9      |
| 2      | Stati Uniti   | 2   | 2       | 4      | 8      |
| 3      | Cina          | 2   | 1       | 5      | 8      |
| 4      | Canada        | 1   | 4       | 1      | 6      |
| 5      | Italia        | –   | 2       | 1      | 3      |
| 6      | Germania      | –   | 1       | –      | 1      |
|        | Paesi Bassi   | –   | 1       | –      | 1      |
| Totale | Totale        | 12  | 12      | 12     | 36     |